# Diecéze Wa
Diecéze Wa (latinsky Dioecesis Vaënsis) je římskokatolická diecéze na území Ghany se sídlem ve Wa, sufragánní k tamalské arcidiecézi. Její katedrálou je kostel sv. Ondřeje ve Wa.

## Historie
Diecéze byla zřízena papežem Janem XXIII. v roce 1959. Původně byla sufragánní k arcidiecézi Cape Coast, od roku 1977 je součástí církevní provincie tamalské.

## Biskupové
- 1960 - 1974: Peter Poreku Dery
- 1974 - 1994: Gregory Ebolawola Kpiebaya
- 1994 - 2016: Paul Bemile
- od 2016: Richard Baawobr, M.Afr.